# ديك أ. جريكو
ديك أ. جريكو هو سياسي أمريكي، ولد في 14 سبتمبر 1933 في Ybor City ‏ في الولايات المتحدة. نشط حزبياً في الحزب الديمقراطي.